# 波根駅
波根駅（はねえき）は、島根県大田市波根町中浜にある、西日本旅客鉄道（JR西日本）山陰本線の駅である。

## 歴史
- 1915年（大正4年）7月11日：鉄道院山陰本線小田駅 - 石見大田駅（現・大田市駅）間延伸時に開設[1][2]。客貨取扱開始[2]。
- 1962年（昭和37年）10月1日：貨物取扱廃止[2]。
- 1977年（昭和52年）6月20日：業務委託駅化[3]。
- 1984年（昭和59年）2月1日：荷物扱い廃止[2]。
- 1985年（昭和60年）3月14日：無人駅化[4]。
- 1987年（昭和62年）4月1日：国鉄分割民営化に伴い、西日本旅客鉄道（JR西日本）が継承[2]。同時に有人駅化[5]
- 1990年（平成2年）3月10日：再度無人駅化[5][6]。
- 2016年（平成28年）2月22日：田儀駅で発生した土砂流入の影響で、平日朝に当駅始発臨時列車が運転された[7]。

## 駅構造

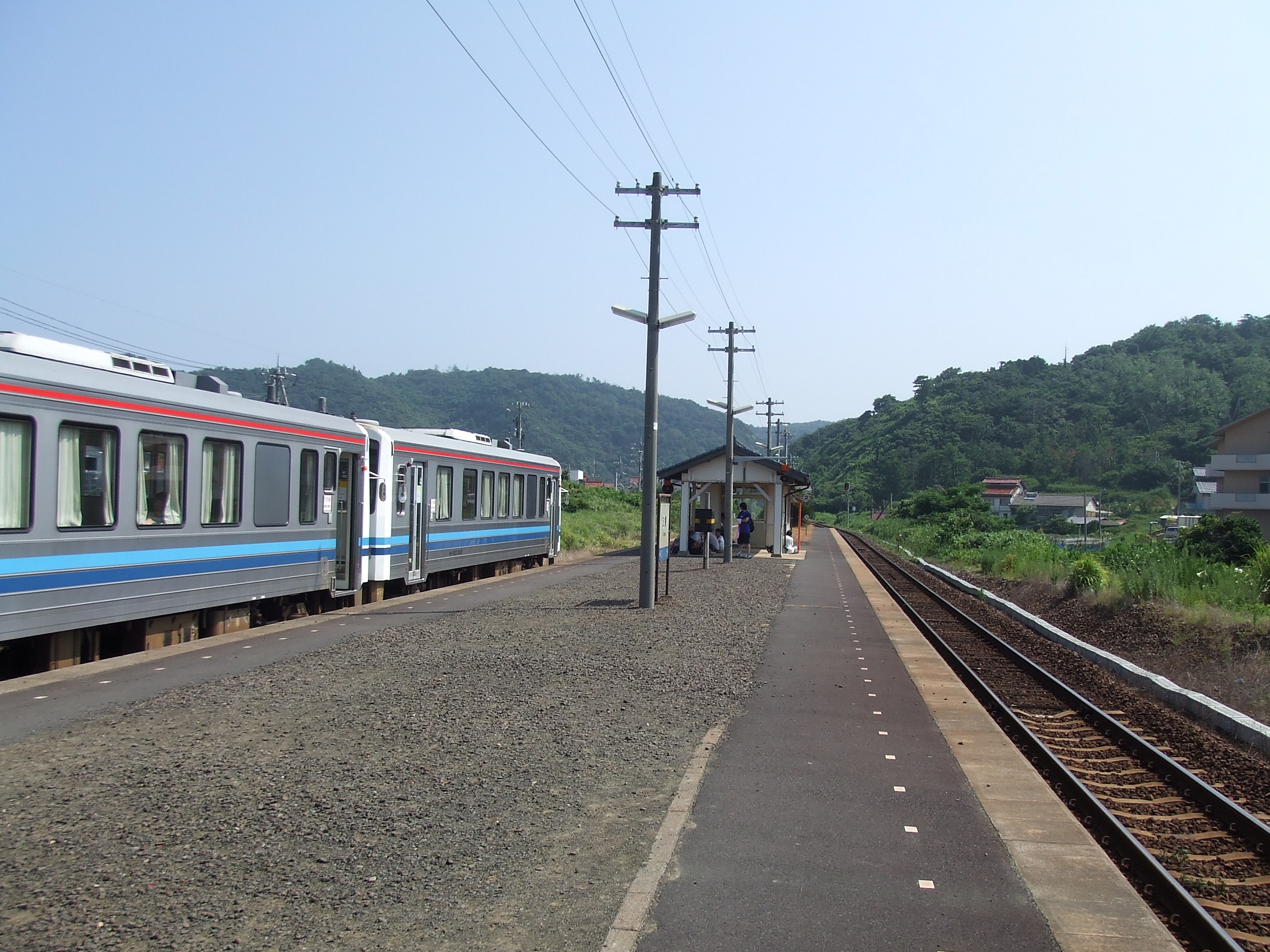
駅構内の様子（2006年8月）

島式ホーム1面2線を有する列車交換可能な地上駅。自治会館を併設した木造駅舎は益田寄り海側にあり、ホームへは構内踏切にで連絡している。浜田鉄道部管理の無人駅。乗車駅証明書発行機や自動券売機も無いが、駅舎内には水洗トイレが設置されている。

### のりば
| のりば | 路線     | 方向 | 行先             |
| ------ | -------- | ---- | ---------------- |
| 1・2   | 山陰本線 | 上り | 出雲市・松江方面 |
| 1・2   | 山陰本線 | 下り | 大田市・浜田方面 |

付記事項
- 駅舎反対側の2番のりば側を上下本線、駅舎側1番のりばを上下副本線とした1線スルー配線のため、通過列車及び行違いを行わない停車列車は上下線共に2番のりばを通る。
- 反対方向からの通過列車と行違いを行う停車列車は、上下線とも1番のりばに停車する。
- 停車列車同士の行違いの場合は、出雲市方面行（上り）が1番のりば、浜田方面行（下り）が2番のりばに入る。

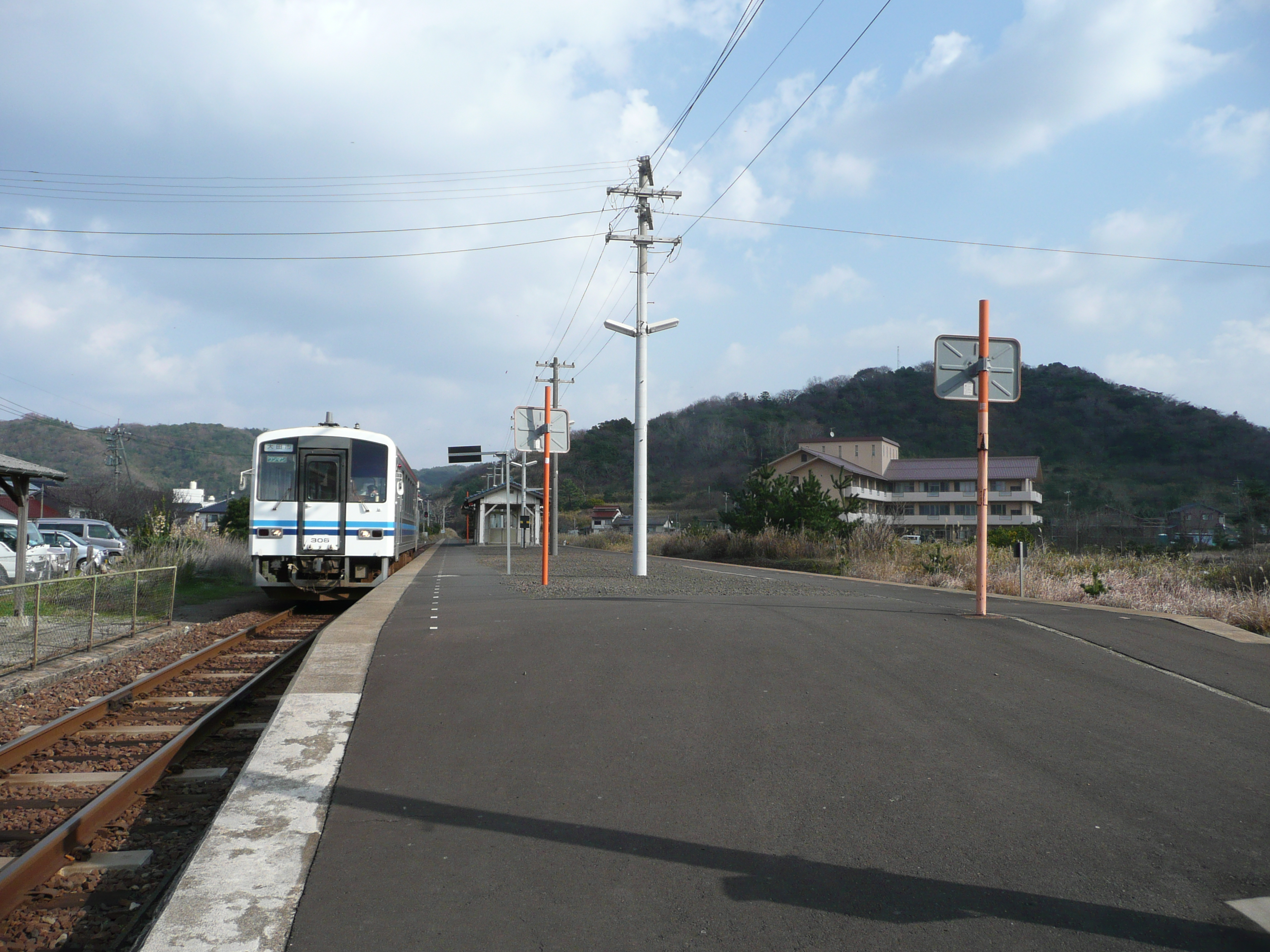
ホーム（2010年12月、出雲市・松江方面）
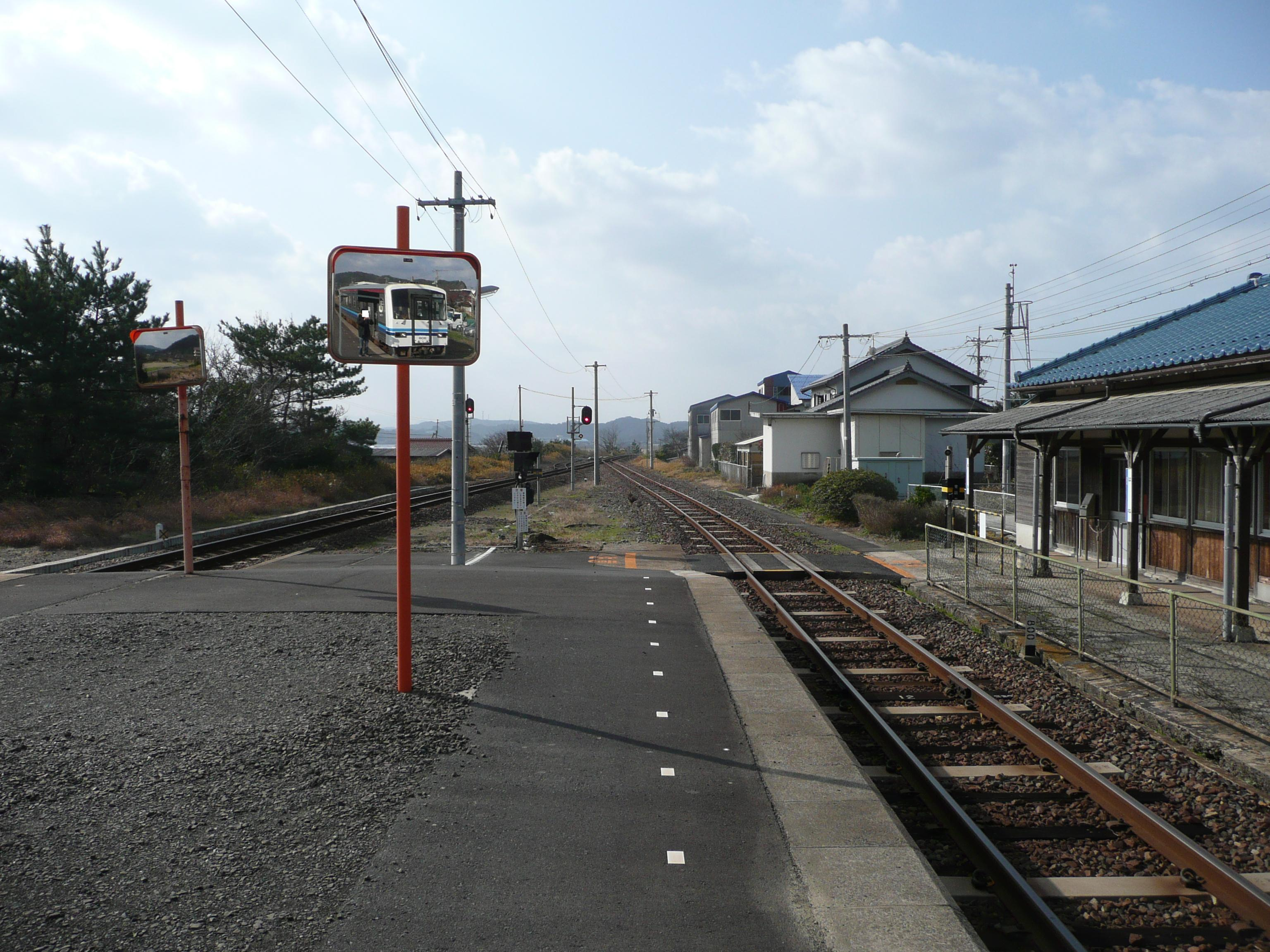
ホーム（2010年12月、大田市・浜田方面）

## 利用状況
2022年度の1日平均乗車人員は42人である。2004年度は66人、1994年度は94人、1984年度は142人だった。
近年の1日平均乗車人員の推移は以下の通り。
| 乗車人員推移 | 乗車人員推移 |
| 年度         | 1日平均人数  |
| ------------ | ------------ |
| 1999         | 105          |
| 2000         | 89           |
| 2001         | 76           |
| 2002         | 61           |
| 2003         | 60           |
| 2004         | 66           |
| 2005         | 60           |
| 2006         | 61           |
| 2007         | 64           |
| 2008         | 57           |
| 2009         | 40           |
| 2010         | 39           |
| 2011         | 49           |
| 2012         | 51           |
| 2013         | 45           |
| 2014         | 48           |
| 2015         | 50           |
| 2016         | 45           |
| 2017         | 43           |
| 2018         | 43           |
| 2019         | 41           |
| 2020         | 36           |
| 2021         | 39           |
| 2022         | 42           |

## 駅周辺

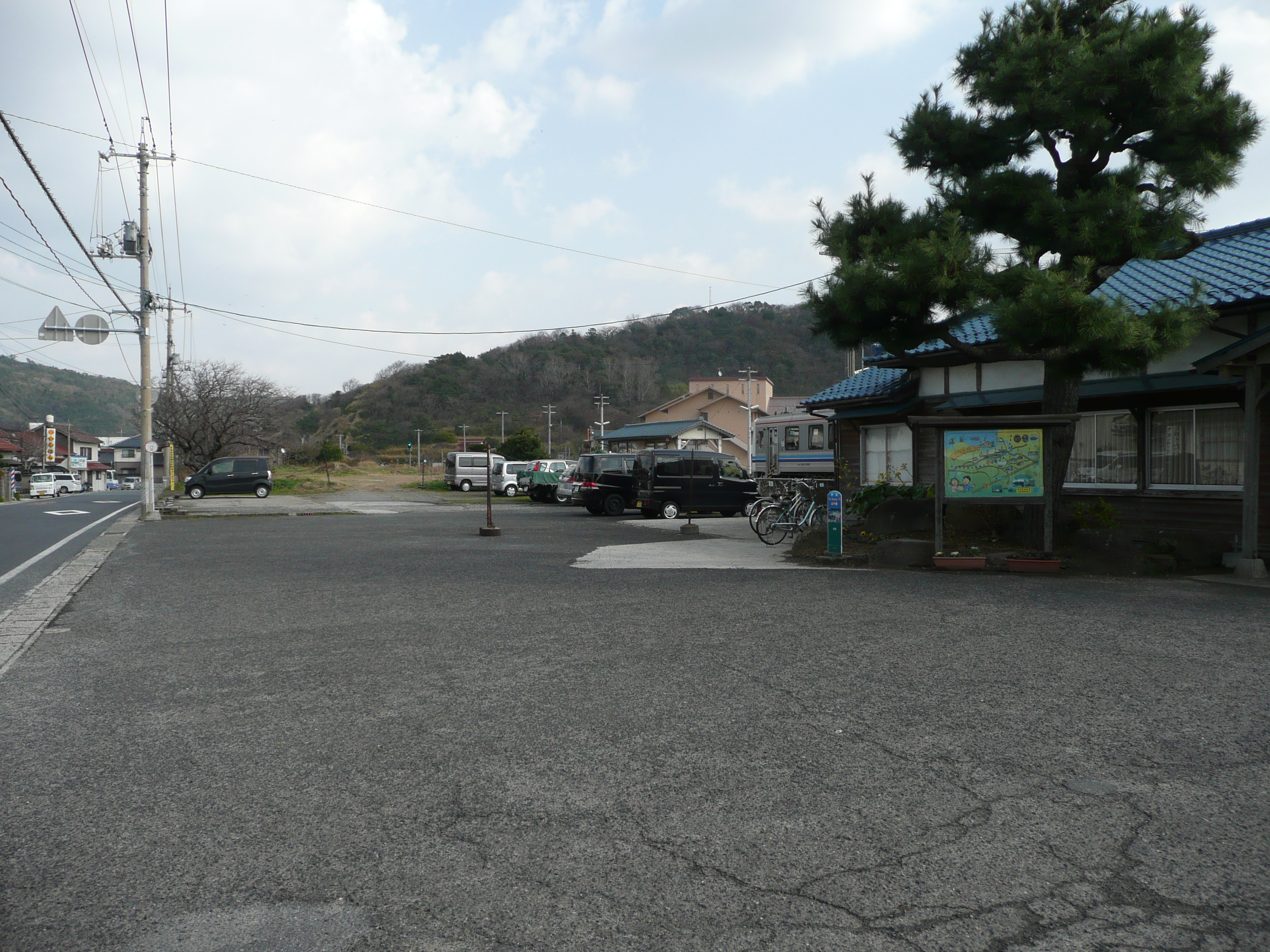
駅前（2010年12月）

波根駅は大田市内最北の駅であり、当駅を過ぎると間も無く波根川を渡り、波根港を左に見ながら醒水山トンネルに入り、隣の田儀駅までの区間には複数のトンネルがある。逆に、反対側は隣駅の久手駅までの区間にトンネルは存在しない。なお、掛戸の1本松は、当駅と久手駅との中間点に生えている。また、波根西の珪化木は、波根と付くものの、むしろ久手駅の方が近い。当駅海岸側で、波根港と柳瀬漁港との間は、波根海水浴場として開放されている。
- 波根地区工業団地
- 島根県立農林大学校
- 島根県中部家畜市場
- 島根県道285号波根久手線

## その他
- TBSの番組、『愛の劇場・砂時計』のロケ地として使用された。但し、作中では「江田」という名称で用いられている。

## 隣の駅
西日本旅客鉄道（JR西日本）
 山陰本線
田儀駅 - 波根駅 - 久手駅

#### 統計資料
1. ↑  “島根県統計書”. しまね統計情報データベース.   島根県政策企画局. 2025年2月4日閲覧。